# 云和假糙苏
云和假糙苏（学名：Paraphlomis lancidentata）为唇形科假糙苏属下的一个种。

## 扩展阅读
- 維基物種上的相關：云和假糙苏